# Capón

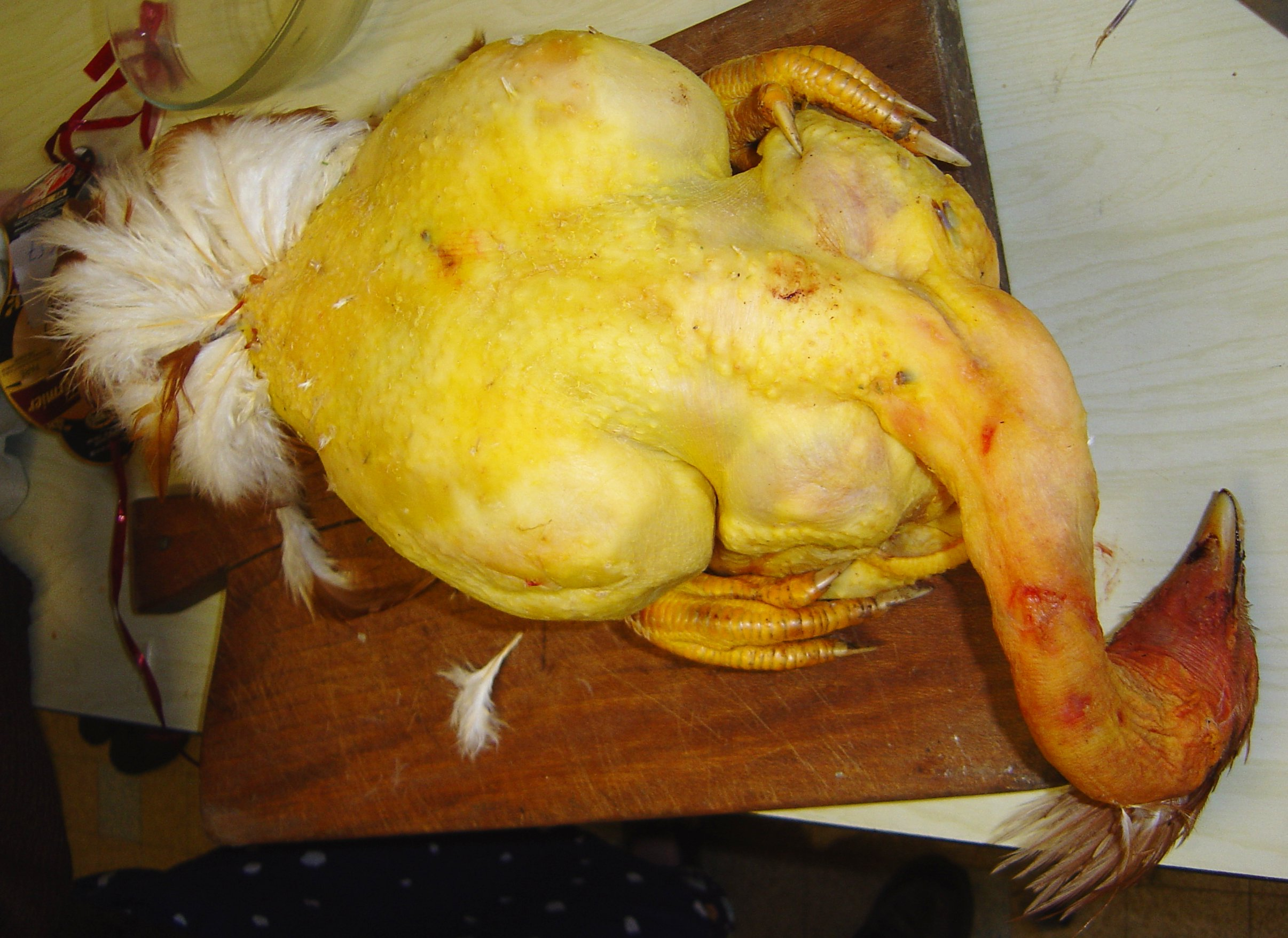
Capón listo para ser cocinado.

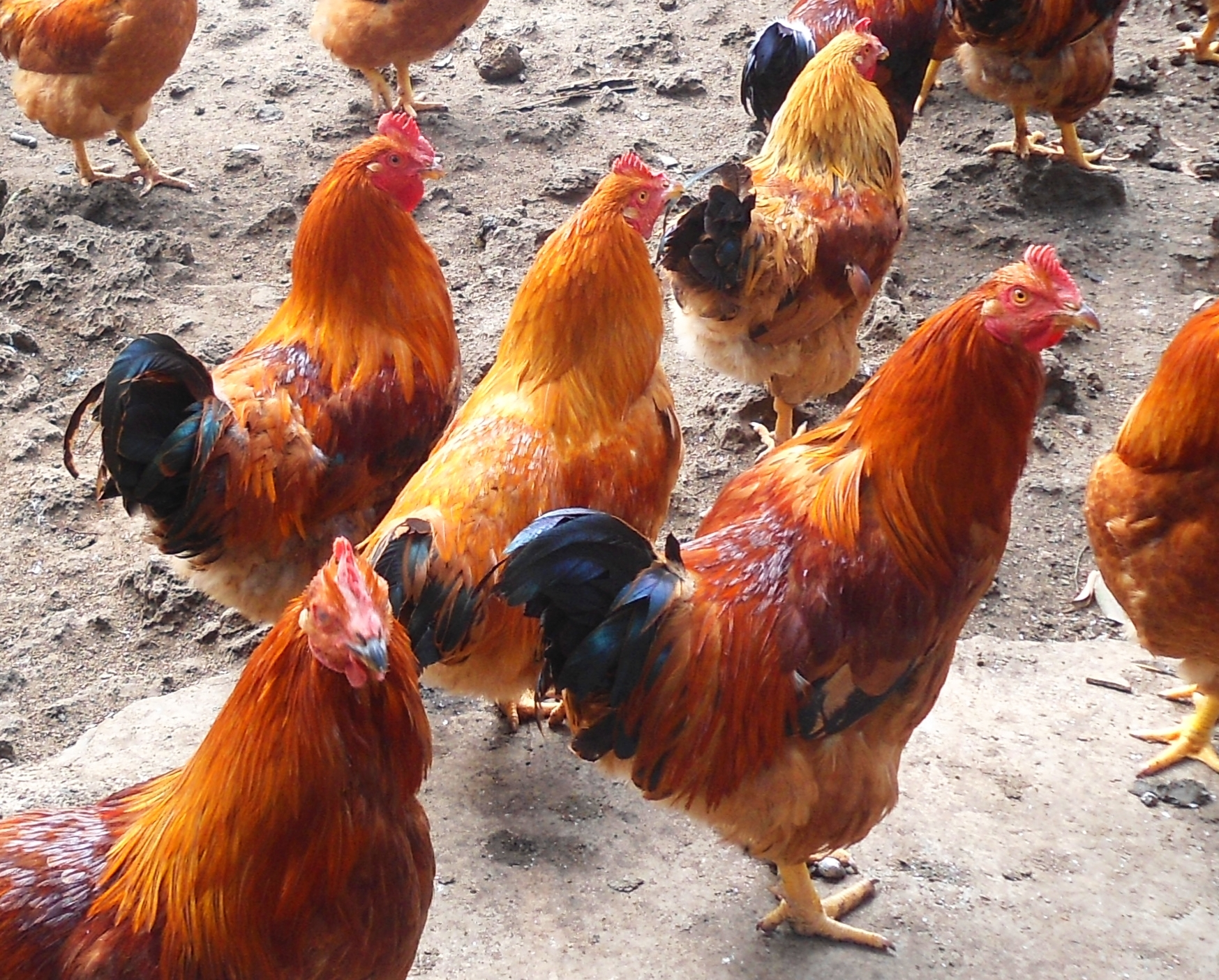
Capones en una granja de Hainan.

El capón es un gallo castrado a la edad de cuatro meses aproximadamente, antes de comenzar el proceso de engorde. Con ello se consigue mayor tamaño y peso que los gallos camperos normales, y su carne es más fina.
Tradicionalmente el proceso de castración se hacía de forma manual y durante el mismo también se le cortaba la cresta. Una vez castrado, comenzaba el proceso de engorde (sobrealimentación) hasta alcanzar los tres kilos o tres kilos y medio de peso, momento en el que era sacrificado. En Argentina y Uruguay se usa esta designación también para el borrego macho castrado adulto.

## Características de la carne
La carne del capón es muy característica, con una gran cantidad de grasa entreverada, de modo que resulta una carne tierna, sabrosa y aromática, muy adecuada para preparar rellena y asada. Las formas de preparar el capón son diversas, aunque las más conocidas son el cocido de capón o el pollo relleno con carne picada y embutido.
En la gastronomía de España forma parte de los platos típicos de Navidad. Es famoso en Galicia el capón de Villalba (Lugo) y, en Castilla y León los capones de Cascajares, de la localidad palentina de Dueñas, ya preparados y rellenos de foie, orejones de albaricoque y piñones. En Cataluña, también es un plato navideño y se vende en la Feria de capones, aves de corral y motivos navideños de Valls.